# 에드 우드 (영화)
《에드 우드》(영어: Ed Wood)는 1994년 공개된 미국의 영화이다. 팀 버튼 감독의 연출 작품으로 영화 감독 에드 우드의 전기를 그렸다. 조니 뎁이 주인공 에드 우드를 연기했다. 67회 아카데미 시상식(1995년)에서 남우조연상과 분장상 2개를 수상했다.

## KBS 성우진 (2001년 3월 11일)
- 김승준 - 에드우드(조니 뎁)
- 김현직 - 벨라 루고시(마틴 랜도)
- 함수정 - 돌로레스 풀러(사라 제시카 파커)
- 최덕희 - 캐시 오하라(퍼트리샤 아켓)
- 설영범 - 크리스 웰(제프리 존스)
- 이정구 - 버니 브렉킨리지(빌 머레이)
- 조진숙 - 로레타 킹(줄리엣 랜도)
- 이호인 - 조지(마이클 스타)
- 유해무 - 펠드맨(스탠리 드산티스)
- 노민 - 토르(조지 스틸)
- 이윤선 - 그라비츠
- 김익태 - 빌(노먼 알든)
- 최문자 - 뱀파이라(리사 마리)
- 정기항 - 노인
- 이재용 - 콘래드(브렌트 힝클리)
- 변영희 - 폴(맥스 카셀라)